# 黑罗尔德
黑罗尔德是德国莱茵兰-普法尔茨州的一个市镇。总面积4.09平方公里，总人口453人，其中男性210人，女性243人（2011年12月31日），人口密度111人/平方公里。